# Vegreville
Vegreville är en ort i Kanada.   Den ligger i provinsen Alberta, i den centrala delen av landet, 2 700 km väster om huvudstaden Ottawa. Vegreville ligger 635 meter över havet och antalet invånare är 5 678.
Terrängen runt Vegreville är platt. Trakten runt Vegreville är nära nog obefolkad, med mindre än två invånare per kvadratkilometer.. Det finns inga andra samhällen i närheten.
Trakten runt Vegreville består till största delen av jordbruksmark.